# 810
810（八百十、はっぴゃくじゅう）は自然数、また整数において、809の次で811の前の数である。

## 性質
- 810は合成数であり、約数は 1, 2, 3, 5, 6, 9, 10, 15, 18, 27, 30, 45, 54, 81, 90, 135, 162, 270, 405, 810 である。
  - 約数の和は2178。
    - 197番目の過剰数である。1つ前は804、次は812。
- 186番目のハーシャッド数である。1つ前は804、次は820。
  - 9を基とする54番目のハーシャッド数である。1つ前は801、次は900。
- 約数の和が810になる数は3個ある。(424, 538, 809) 約数の和3個で表せる21番目の数である。1つ前は660、次は882。
- 810 = 2 × 34 × 5
  - 3つの異なる素因数の積で p4 × q × r の形で表せる6番目の数である。1つ前は624、次は816。(オンライン整数列大辞典の数列 A179644)
  - 810 = 34 × 10
    - n = 4 のときの 10 × 3n の値とみたとき1つ前は270、次は2430。(オンライン整数列大辞典の数列 A005052)
    - 810 = 92 × 10
      - n = 9 のときの n2(n + 1) の値とみたとき1つ前は576、次は1100。(オンライン整数列大辞典の数列 A011379)
      - n = 9 のときの 10n2 の値とみたとき1つ前は640、次は1000。(オンライン整数列大辞典の数列 A033583)
- 810 = 92 + 272
  - 異なる2つの平方数の和で表せる241番目の数である。1つ前は809、次は818。(オンライン整数列大辞典の数列 A004431)
- 異なる3つの平方数の和8通りで表せる12番目の数である。1つ前は789、次は869。(オンライン整数列大辞典の数列 A025346)
- 810 = 33 + 33 + 33 + 93
  - 4つの正の数の立方数の和で表せる226番目の数である。1つ前は809、次は812。(オンライン整数列大辞典の数列 A003327)
- n = 810 のとき n と n − 1 を並べた数を作ると素数になる。n と n − 1 を並べた数が素数になる87番目の数である。1つ前は804、次は822。(オンライン整数列大辞典の数列 A054211)
- n = 8 のときの n と n + 2 を並べた数である。1つ前は79、次は911。(オンライン整数列大辞典の数列 A032607)

## その他 810 に関連すること
- 乗り物の名称
  - かつていすゞ自動車が販売していたトラック、いすゞ・810
  - 日産自動車が販売していたセダン、ブルーバードの5代目、810型
  - 阪急810系電車
  - JR九州クモハ810形電車
  - 国鉄エ810形貨車
  - 国鉄810形蒸気機関車
- 電気製品の名称
  - ニコンが販売するデジタル一眼レフカメラ、 D810
  - Intel 810
  - ソフトバンクの携帯電話の名称
    - 810T(東芝)
    - 810SH(シャープ)
    - 810P(パナソニック)
- 著作物の名称
  - ときめき生情報810は、1984 - 85年に放送された朝の情報番組。
  - モーニングナウ810は、毎日放送が1984 - 1985年に放送した関西のローカル情報番組。